# Лулзім Баша
Лулзім Баша (алб. Lulzim Basha; нар. 12 червня 1974, Тирана) — албанський політик, мер Тирани, столиці Албанії, з 2011 до 2015 року. Також був лідером Демократичної партії, головної опозиційної партії, з 2013 до 2022 року.
Вивчав право в Утрехтському університеті.
До обрання мером Тирани, Баша був двічі обраний членом парламенту, представляв Тирану (2005–2009) і Ельбасан (2009–2011). Обіймав посади міністра громадських робіт, транспорту та телекомунікацій (2005–2007), міністра закордонних справ (2007–2009) і міністра внутрішніх справ (2009–2011).